# Мидтаун (Тенеси)
Мидтаун (енгл. Midtown) насељено је место без административног статуса у америчкој савезној држави Тенеси.

## Демографија
По попису из 2010. године број становника је 1.360, што је 54 (4,1%) становника више него 2000. године.
| Група             | 2000.         | 2010.         |
| Белци             | 1.228 (94,0%) | 1.279 (94,0%) |
| Афроамериканци    | 43 (3,3%)     | 49 (3,6%)     |
| Азијати           | 1 (0,1%)      | 7 (0,5%)      |
| Хиспаноамериканци | 7 (0,5%)      | 12 (0,9%)     |
| Укупно            | 1.306         | 1.360         |